# Eumida sanguinea
Eumida sanguinea är en ringmaskart som först beskrevs av Örsted 1843.  Eumida sanguinea ingår i släktet Eumida och familjen Phyllodocidae. Arten är reproducerande i Sverige. Utöver nominatformen finns också underarten E. s. olivacea.

## Bildgalleri

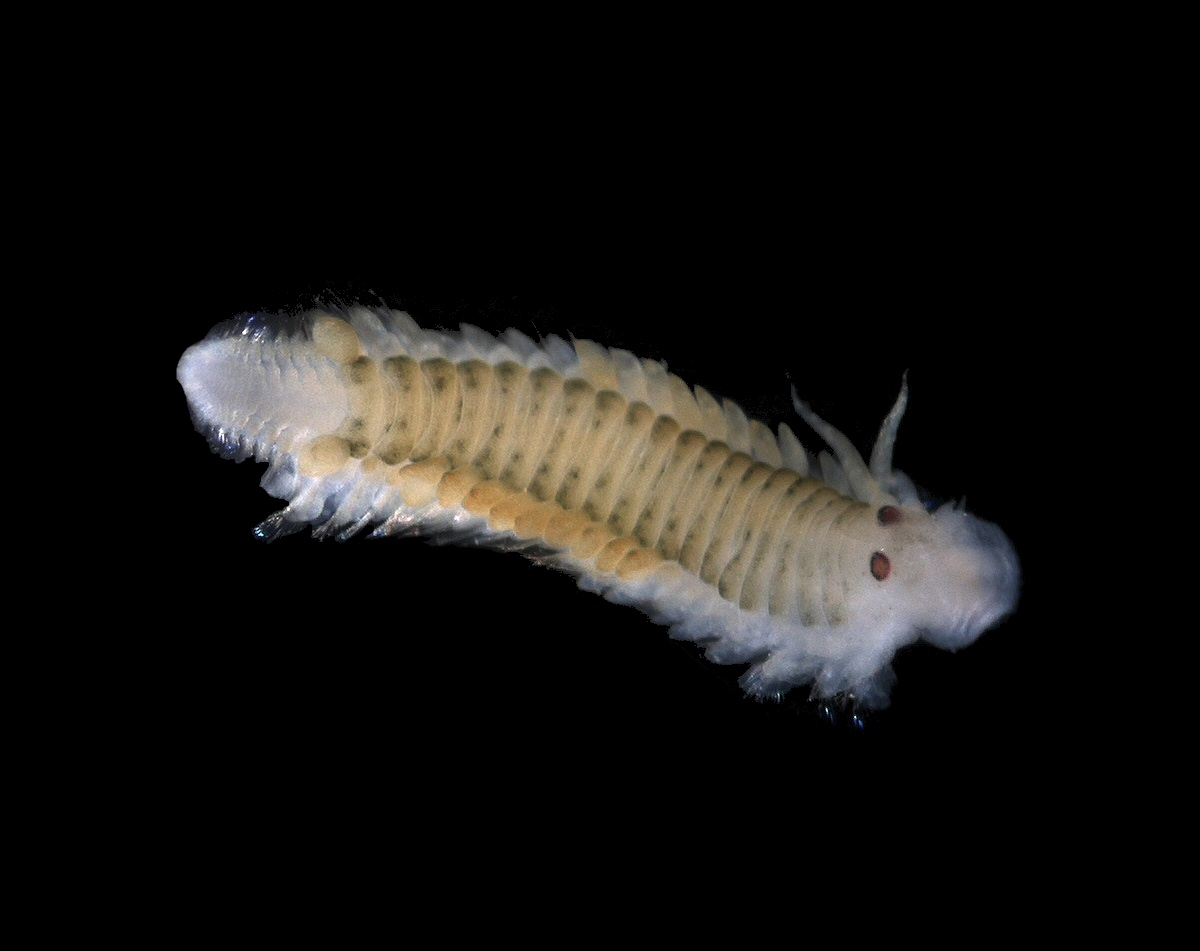